# Георге Дука

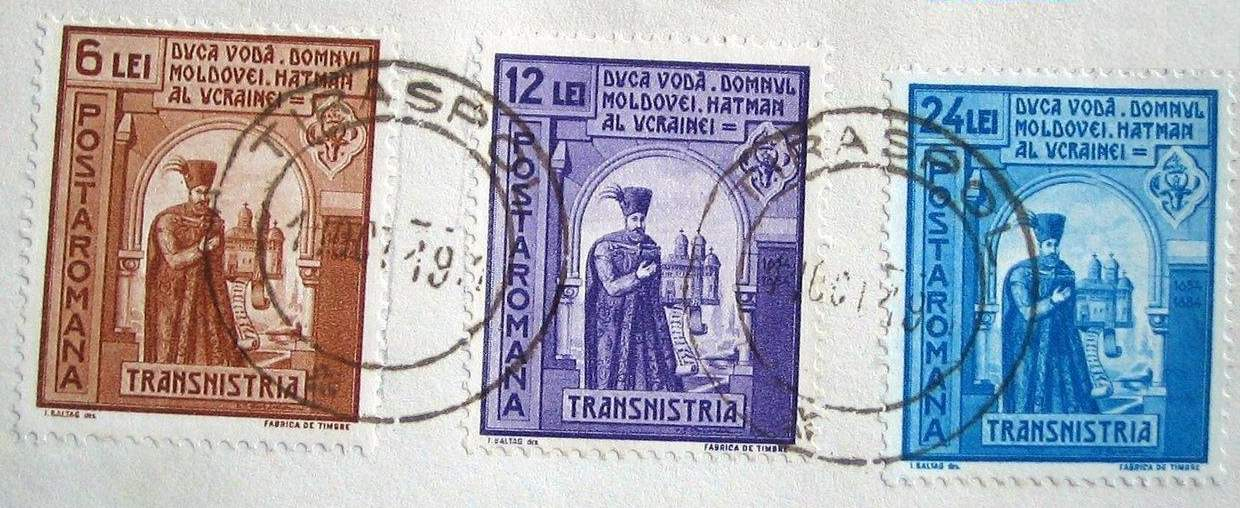
Дука Вода. Володар Молдови. Гетьман України

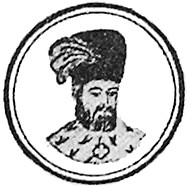

Гео́рге III Дука́ (рум. Gheorghe Duca) (1620-ті — 31 березня 1685, Львів) — гетьман Правобережної України («Володар землі Молдови і землі України») (1681–1684), господар Молдовського князівства (1665—1666, 1668—1672, 1678—1683), господар Волоського князівства (1673–1678).

## Біографія

### Господар Молдови і Волощини

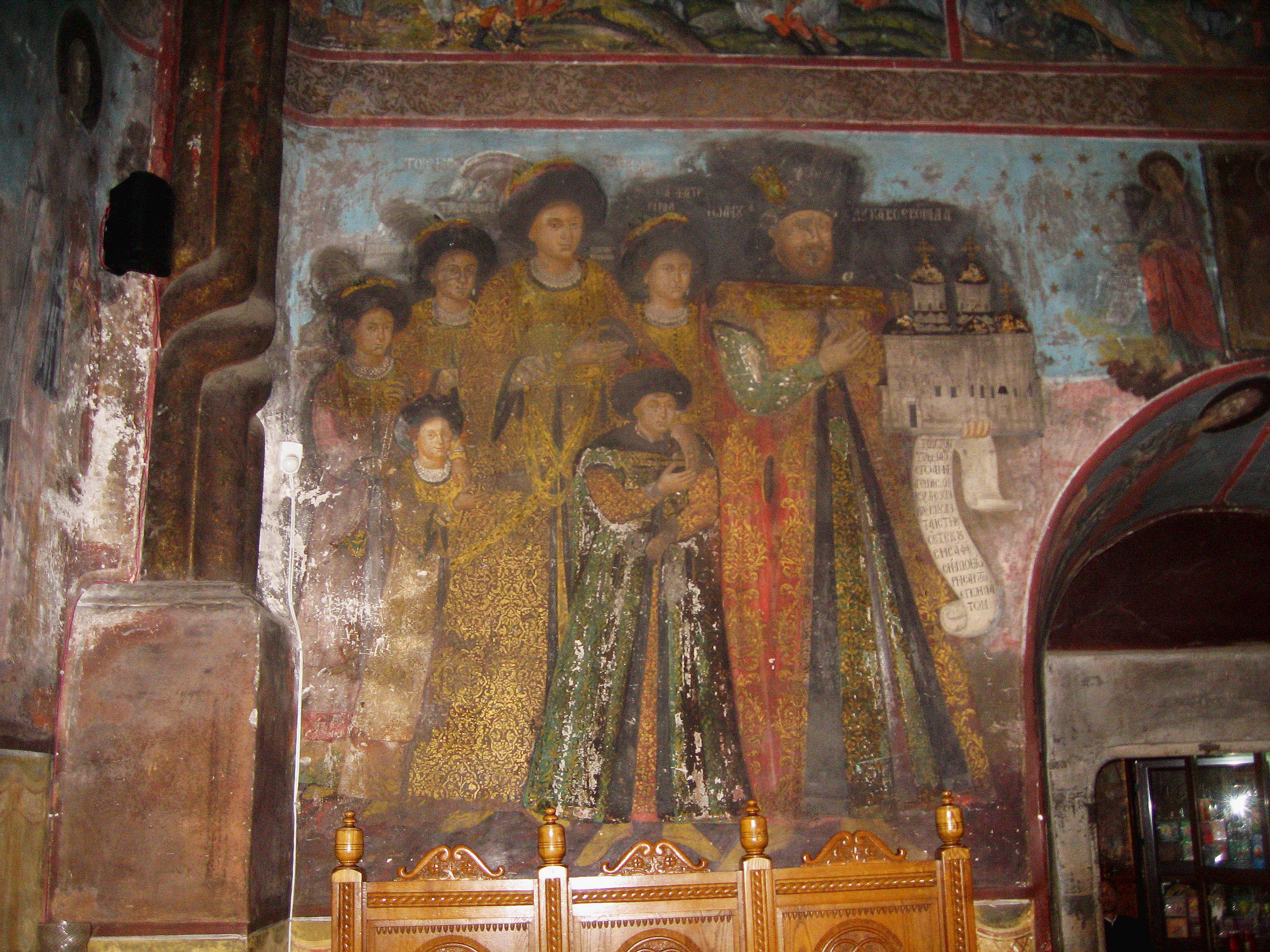
Георге Дука з родиною. Розпис в монастирі Четецуя

Георге Дука був греком із Румелії, який приїхав до Молдови в дитинстві зі своїми батьками. Під час правління Василя Лупула Дука був слугою королівського двору. Згодом вдалий шлюб із дівчиною з боярського роду Бугушів забезпечив йому статус великого скарбника за правління Істрате Добіжа. Після смерті Добіжі 11 вересня 1665 року родичам дружини Георге вдається через своїх старих знайомих греків зі Стамбула отримати згоду на призначення правителем Молдови Георге Дуки, їхнього зятя.
Новий володар продовжив внутрішню політику свого попередника, надавши податкові пільги боярам і церкві. Але перше правління Георге Дуки було коротким. Польське джерело розповідає, що він був скинутий турками, які намагалися «заволодіти його скарбами». Господаря відвозять до Стамбула, його замінює Александру Ілляш, який пробув на посаді неповні пів року, проте погодився на збільшення данини Молдовського князівства османам на 25 тисяч лей.
У листопаді 1668 року Георге Дука вдруге отримав королівське місце в Яссах. Але цього разу він повертається у країну «повну людей, негодовану й замучену». Цього разу Дука мусив поводити себе «суворіше, ніж під час першого правління», через збільшену попередником данину «почав робити багато і тяжкі податки запровадив боярам і країні». Надмірна фіскальна політика, усунення місцевої знаті від ключових посад, накладення великих податків, призвели до повстання, що довелося придушувати за допомогою турків.
Водночас він дбав про підтримку добрих стосунків із православною церквою: звільнив від низки податей монастирі, священників, ченців та інших церковних діячів; заснував монастир-цитадель Четецуя поблизу Ясс; а у березні 1669 року Георге Дука звільнив кілька сіл Галатського монастиря від королівських податей, жителі сплачували лише данину османам один раз на рік. Окрім того, Георге Дука закликав до Молдови людей з-за Дунаю, з Волощини, Трансільванії та Речі Посполитої, надавав переселенцям податкові пільги.
Георге Дука поріднився з володарем Волощини: його дочка була заручена з сином волоського володаря. У жовтні 1669 року Георге Дука надіслав вітальну адресу новому королю Речі Посполитої Михайлові Корибуту з проханням повернути «окуповані брацлавським воєводою Яном Потоцьким землі».
На початку 1672 року, оголосивши нову війну Речі Посполитій, султан наказав Георге Дуці відремонтувати дороги і мости у країні, по яких мали проходити війська, підготувати необхідні запаси продовольства тощо. 25 липня султан «вшанував своїм ходом місто Ясси», а Георге Дука був «нагороджений халатом». Здавалося, все було добре, але втрутилася боярська опозиція, звинувативши господаря в невиконанні зобов'язань перед османами. Тож одразу після зайняття Кам'янця-Подільського султан скинув Георге Дуку.
Повернувшись до Стамбула, йому вдається непогано влаштувати свої справи і навіть отримати підтримку деяких бояр із Волощини. Смерть володаря Григорія Гіки восени 1673 року відкрила шлях до Бухареста — без особливих труднощів Дука став на п'ять років володарем у Волощині.
Георге Дука втретє очолив Молдову в грудні 1678 року. Тоді князівство було знекровлене після польсько-турецької війни, що завершилася у 1676 році, землі на північ від Ясс узагалі обезлюдніли.
Заплативши Порті за відновлення свого правління «грошима з дому», він на рік звільнив від оподаткування селян, але з літа 1679 року внутрішня політика Георге Дуки стала дуже жорсткою. Він наклав численні податки на бояр, запровадивши, наприклад, податок із продажу продуктів, також бояри і монастирі були змушені платити за овець.
Невдоволені нововведеннями восени 1679 року бояри спробували підняти повстання, але Дука його швидко придушив і стратив трьох бояр-організаторів 2 листопада 1679 року. Після цього частина великих бояр втекла до Польщі.

### Володар землі Молдови і землі України
Дука планував стати королем Угорщини та гетьманом усієї України, намагався зробити господарями Молдовського й Волоського князівств своїх двох синів. Виступав як посередник у московсько-османських переговорах, що передували укладенню Бахчисарайського миру 1681 року, та у польсько-московських переговорах середини 1670-х років.
На гетьманство призначений османським султаном Мегмедом IV після Бахчисарайського миру 1681 року після невдалого гетьманування на Правобережжі Юрія Хмельницького. Цим султан підтверджував свої тверді наміри утвердити вплив Османської імперії в Україні та засвідчував визнання державної автономії більшої частини Правобережної України.
Багато хто називає Дуку гетьманом, але його титул, відомий з документів, − «господар землі Молдови та землі України». Гетьманом («наказним») він призначив козака Івана (Ене) Градиновича (Драгинича), який знав грецьку мову. Драгиничу він передав колишню резиденцію Юрія Хмельницького в Немирові, собі ж побудував окремі резиденції.
Підтримував дипломатичні стосунки з гетьманом Лівобережної України Іваном Самойловичем. Брав участь у Віденській битві 1683 року (на боці османів).
Самійло Величко в «Літописі» розповідає «для своєї господарської резиденції, у полку Брацлавському за Бугом, у городку Печери, велів знаменний дім собі збудувати, і в ньому живучи хотів обома українською імолдовською землями володіти». Другий літописець — молдовський — Нікульче писав: «На всіх Дука дивився зверху. Палац свій, стіл свій він тримав по-царськи». Також він заснував у Печерах розкішний парк.
Ще одна резиденція була збудована Дукою в Цекинівці на узбережжі Дністра навпроти молдовського міста Сороки.
Дука відбудовував спустошене війною Правобережжя (що залишилось під владою Османської імперії) на засадах козацького устрою. У Печерах і Немирові, як свідчать молдовські джерела, були організовані суд, резиденція архієпископа, проводилися вибори й затвердження духовенства та посадових осіб. Керуючись наказом султана, Дука почав відроджувати міста і селища на Правобережжі, зруйновані під час довголітніх воєн, що велися тут між Річчю Посполитою, Московською державою, Османською імперією, Кримським ханством та Гетьманщиною. Спеціальними універсалами оголосив заснування багаторічних слобід. У період його правління вихідцями з Волині, Покуття, Лівобережної України та Молдови була колонізована значна частина Правобережжя.

### Скинення з гетьманства
Повертаючись з військом з-під стін Відня, господар був схоплений поляками і доправлений до Львова. Деякий час Дука перебував у почесному полоні, проживаючи в резиденції Яна III Собеського в Яворові. Помер і був похований у Львові, однак невдовзі його прах було перенесено до Молдови.
Дізнавшись про поразку турків і захоплення Дуки, козаки прогнали з Немирова Івана Драгинича й обрали гетьманом Стефана Куницького, який отримав протекцію від короля Речі Посполитої Яна Собеського.
У грудні 1683 року Молдову захопив в результаті походу на міста Кишинів і Бендери українсько-молдовських військ гетьмана Степана Куницького господар від імені короля Польщі Яна III Собеського Штефану Петричейку. Але його влада протрималася недовго. Основні сили кримських татар, що поверталися з-під Відня, витіснили пропольське молдовсько-козацьке військо за Дністер. Петричейку був змушений покинути Молдовське князівство.
До Ясс вступив призначений султаном на місце Дуки грек Димитрій Кантакузіно. Боячись нового вторгнення польських загонів, він просив візира залишити татар зимувати в Молдові, чим остаточно розорив країну.